# Кастелеоне ди Суаза
Кастелео̀не ди Суа̀за (на италиански: Castelleone di Suasa) е село и община в Централна Италия, провинция Анкона, регион Марке. Разположено е на 206 m надморска височина. Населението на общината е 1731 души (към 2010 г.).